# Sergenon
Sergenon ist eine französische Gemeinde im Département Jura in der Region Bourgogne-Franche-Comté. Sie gehört zum Arrondissement Lons-le-Saunier und zum Kanton Bletterans.  

## Geographie
Die Gemeinde liegt rund 25 Kilometer südlich von Dole und 33 Kilometer nördlich von Lons-le-Saunier in der Landschaft Bresse am Flüsschen Dorme.
Die Nachbargemeinden sind Pleure, Chêne-Bernard, Rye, Sergenaux, Les Deux-Fays und Biefmorin. 
In der Gemeindegemarkung befinden sich einige kleine Seen:
- Étang de la Magdelaine
- Étang Neuf
- Étang de la République
- Étang Faty
- Étang Vieux
- Étang Giroudet
- Étang Potard
- Étang Bidalot
- Étang de la Combe

## Bevölkerungsentwicklung
| Jahr                       | 1962 | 1968 | 1975 | 1982 | 1990 | 1999 | 2006 | 2017 |
| -------------------------- | ---- | ---- | ---- | ---- | ---- | ---- | ---- | ---- |
| Einwohner                  | 67   | 73   | 45   | 59   | 49   | 50   | 38   | 52   |
| Quellen: Cassini und INSEE |      |      |      |      |      |      |      |      |